# Helm-klasse
De helm-klasse (Ammophiletea) is een klasse van syntaxa die psammofiele pioniervegetatie omvat die voorkomt in pioniermilieus met aanstuivend zeezand.

## Naamgeving en codering
- Syntaxoncode voor Nederland (rVvN): r24

De wetenschappelijke naam Ammophiletea is afgeleid van de botanische naam van helmgras (Ammophila arenaria).

## Ecologie
Deze gemeenschappen zijn optimaal ontwikkeld aan de inlandse kant van zeestranden, waar ze een belangrijke rol spelen bij de vorming van jonge duinen. De vegetatie staat blootgesteld aan zware zeesproei.

## Onderliggende syntaxa in Nederland en Vlaanderen
De helm-klasse wordt in Nederland en Vlaanderen vertegenwoordigd door slechts één orde met twee onderliggende verbonden die alhier allebei maar één associatie kennen. Daarnaast worden er nog drie rompgemeenschappen onderscheiden uit deze klasse.
- - helm-orde (Ammophiletalia)
    - biestarwegras-verbond (Agropyro-Honckenyion peploidis)
      - biestarwegras-associatie (Honckenyo-Agropyretum)

    - helm-verbond (Ammophilion arenariae)
      - associatie van zandhaver en helm (Elymo-Ammophiletum)

- rompgemeenschap van zeepostelein (RG Honckenya peploides-[Agropyro-Honckenyion peploidis/Salsolo-Honckenyion peploidis])
- rompgemeenschap van helm en zandzegge (RG Ammophila arenaria-Carex arenaria-[Ammophiletea/Koelerio-Corynephoretea])
- rompgemeenschap van zandhaver (RG Leymus arenarius-[Ammophiletea/Cakiletea])

## Mycoflora
De helm-klasse kent verscheidene soorten paddenstoelen die veel in de klasse voorkomen. Voorbeelden zijn duinveldridderzwam, duinstinkzwam en zandtulpje.